# Jaśkowice (Skawina)
Jaśkowice ist eine Ortschaft mit einem Schulzenamt der Gemeinde Skawina im Powiat Krakowski der Woiwodschaft Kleinpolen in Polen.

## Geographie
Der Ort liegt am rechten Ufer der Weichsel.
Die Nachbarorte sind Brzezinka im Westen, Czernichów im Norden, Pozowice im Nordosten, Wielkie Drogi im Osten, Bęczyn und Paszkówka im Süden.

## Geschichte
Der Ort wurde als Jaskouicze im Jahre 1363 erstmals urkundlich erwähnt. Der Name ist patronymisch abgeleitet vom Vornamen Jaszko/Jaśko mit dem typischen slawischen Wortende -(ow)ice.
Das Dorf gehörte damals zum so genannten Radwanitenkorridor. Dieser gehörte zu Polen und verband das Herzogtum Auschwitz, die Lehnsherrschaft des Königreichs Böhmen, im Westen mit seiner Exklave im Osten.
Bei der Ersten Teilung Polens kam Jaśkowice 1772 zum neuen Königreich Galizien und Lodomerien des habsburgischen Kaiserreichs (ab 1804).
Im Jahre 1892 wurde es vom Arzt Antoni Zubrzycki gekauft, der ein Heilbad in Jaśkowice gründete. Es verfiel bereits vor dem Jahre 1912.
1918, nach dem Ende des Ersten Weltkriegs und dem Zusammenbruch der k.u.k. Monarchie, kam Jaśkowice zu Polen. Unterbrochen wurde dies nur durch die Besetzung Polens durch die Wehrmacht im Zweiten Weltkrieg. Es gehörte dann zum Generalgouvernement.
Von 1975 bis 1998 gehörte Jaśkowice zur Woiwodschaft Krakau.

## Verkehr
Durch Jaśkowice verläuft die Staatsstraße DK 44, die Gliwice durch Oświęcim mit Kraków verbindet.